# 吉田きみえ
吉田 きみえ（よしだ きみえ、1983年3月15日 - ）は、日本の女性ファッションモデル。ブラジル・サンパウロ出身。モデルの吉田セイラは実姉。

## 略歴
- 父親が日本人、母親がブラジル人のハーフ。12歳までアラブ首長国連邦で育ち、中学・高校は宮崎県都城市で過ごす[3][4]。18歳で大阪に移住し初めて受けたオーディションで数百人の中から朝日放送『ごきげん!ブランニュ』の初代アシスタントに選ばれる[4]。
- その後オスカープロモーションに所属し、2005年11月、日本スイムスーツ協会2代目キャンペーンモデルに選ばれる[1]。
- 趣味は料理、早口言葉[1]。
- 特技は水泳、フィギュアスケート、乗馬、剣道、柔道、テニス、卓球、スキューバダイビング[1]。

## 出演

### バラエティ
- ごきげん!ブランニュ（2001年11月 - 2002年3月、朝日放送） - アシスタント

### 雑誌
- ゼクシィ（リクルート）
- Oggi（小学館）